# داگ اندرسون (بازیکن فوتبال، زاده ۱۹۶۳)
داگ اندرسون (انگلیسی: Doug Anderson; ۲۹ اوت ۱۹۶۳ – ۱۵ ژوئن ۲۰۱۵) بازیکن فوتبال اهل چین بود.
از باشگاه‌هایی که در آن بازی کرده‌است می‌توان به باشگاه فوتبال کمبریج یونایتد، باشگاه فوتبال ترانمره راورز، باشگاه فوتبال اولدهام اتلتیک، باشگاه فوتبال پلیموث آرگیل، و باشگاه فوتبال نورث‌همپتون تاون اشاره کرد.
وی همچنین در تیم ملی فوتبال Scotland U18 بازی کرده‌است.